# Sălard (gmina)
Sălard – gmina w Rumunii, w okręgu Bihor. Obejmuje miejscowości Hodoș, Sălard i Sântimreu. W 2011 roku liczyła 4340 mieszkańców.